# 彼のいる生活
『彼のいる生活』（かれのいるせいかつ）は、宮田トヲルによる日本のボーイズラブ漫画。Pixivコミック内の『ビーボーイP!』（リブレ）にて、2018年7月31日から2019年7月2日まで連載された。宮田にとってはデビューコミックスにあたる。
2021年にはドラマCDが発売され、2024年には実写ドラマが放送された。

## あらすじ
幼馴染だったが中学で別のクラスとなり、別の高校に進学して疎遠になっていた夏川涼太と田中一仁は、仲の良いそれぞれの母親同士の勝手な取り決めにより、大学からルームシェアをすることになってしまった。ルームシェア初日、彼女を呼ぶときには事前に連絡するように言った涼太だったが、イケメンで文武両道な一仁の「彼女と長続きしない」発言を受けて欠点探しを始める。試しに疑似デートに行ってみるものの欠点は見当たらず、長続きしない理由は分からず仕舞いであった。
ある日、涼太はバイトから帰宅してひどく疲れてソファに倒れ込んだ。あとから帰宅した一仁に介抱されるが、「さみぃ」と呟いて離さず、同じベッドで寝ることに。起き掛けに一仁から頭を撫でられて身体を心配され、「俺が女だったら普通にときめいてるわ」と言うと、これまでの彼女にしたことはなく、むしろ身体に触れないようにしていたと返された。振られるときの言葉が「他に誰か好きな人がいるでしょ」であることを伝えられた涼太は、その意味を理解し、次第に一仁を意識するようになっていく。

## 登場人物
声の項はドラマCDでの担当声優。演の項はテレビドラマでの担当俳優。解説文は出典がない限り『彼のいる生活』, p. 74, 「Living with him notes.」を参照している。

### 主要人物
夏川 涼太（なつかわ りょうた）
声：小林千晃 / 演 - 坂井翔
7月14日生まれ、A型、身長172センチメートル。妹がいる。
趣味は家事全般。好きな食べ物は豆腐。
世話焼きな性格と、両親が共働きでかつ妹の存在があったため、高校時代には完全に「主夫」となる。素直な性格で、表情に出やすい。
田中 一仁（たなか かずひと）
声：鈴木崚汰 / 演 - 佐藤瑠雅
10月6日生まれ、O型、身長184センチメートル。一人っ子。
スポーツは観戦も実技も好き。好きな食べ物は揚げ物やカレーだが、涼太が作ったものがすべて好き。
イケメンで文武両道、おおらかな性格で交友関係も広くモテる。高校時代、怪我をしたことにより、野球を続けられなくなる。

### 大学の友人
春名 圭太（はるな けいた）
声：古川慎 / 演 - 沢村玲
5月9日生まれ、B型。
一仁の高校の同級生。
趣味は人間観察。大学で出会って以降、涼太の相談相手となる。
吉田 絵里（よしだ えり）
声：土屋李央 / 演 - 森日菜美
9月15日生まれ、O型。
一仁の高校の同級生。大学で出会って以降、涼太のことを「涼ちゃん」と呼んでいる。
高校時代、一仁と付き合うために食い下がり何とか付き合うことができたが、長く保たず破局し、友人関係に復した。好きな食べ物は焼肉。

### 主要人物の親族
夏川 真奈（なつかわ まな）
声：泊明日菜 / 演 - 秋谷百音
涼太の妹。高校2年生。
夏川 沙紀（なつかわ さき）
演 - 新井美羽
涼太の妹。ドラマオリジナルキャラクター。
夏川 サエコ（なつかわ サエコ）
声：榎吉麻弥 / 演 - 遠藤久美子
涼太の母。
田中 ゆりえ（たなか ゆりえ）
演 - 笛木優子
一仁の母。サエコと仲が良い。
実家が旅館を営んでいる。

## 書誌情報
- 宮田トヲル 『彼のいる生活』 リブレ〈ビボピーコミックス〉、2019年7月20日発売[* 6]、ISBN 978-4-7997-4355-3。

## ドラマCD
2020年11月26日にドラマCD化が公表され、翌2021年2月17日に発売された。

### キャスト（その他）
- 先輩：和田将弥[* 4]

### スタッフ
- 脚本：茶乃原ゆげ
- 脚本監修：宮田トヲル
- 音響監督：蜂谷幸
- 音響効果：和田俊也
- 録音調整：鈴木裕幸
- 音響制作：デルファイサウンド（担当：大坪絢）
- デザイン：SPIRALEDGE Inc.,
- ロゴデザイン：MIYA SHIMA/SILO
- 協力：ビボピーコミックス（リブレ）
- プロデューサー：渡邊愛
- エグゼクティブプロデューサー：加藤長輝

### 販売情報
JANコード
JAN 4580166738062
規格品番
FACA-0806 / FACA-0807

## テレビドラマ
2024年4月12日（11日深夜）から5月31日（30日深夜）までTOKYO MXにて放送された。主演は佐藤瑠雅と坂井翔。

### キャスト
- 田中一仁 - 佐藤瑠雅
- 夏川涼太 - 坂井翔
- 春名圭太 - 沢村玲
- 吉田絵里 - 森日菜美
- 夏川真奈 - 秋谷百音
- 夏川沙紀 - 新井美羽
- 夏川サエコ - 遠藤久美子
- 田中ゆりえ - 笛木優子

### スタッフ
- 原作 - 宮田トヲル「彼のいる生活」（ビボピーコミックス / リブレ刊）
- 監督 - 加藤綾佳
- 脚本 - 宮本武史、野村浩二
- 音楽 - 西村大介/DUNK
- 制作会社 - ビデオプランニング

### 主題歌
フレテ
歌 - 浦島坂田船
作詞・作曲・編曲 - halyosy

### 放送日程
| 話数   | 放送日  | サブタイトル     | 脚本 |
| ------ | ------- | ---------------- | ---- |
| 第1話  | 4月12日 | 完璧な幼馴染     |      |
| 第2話  | 4月19日 | 意味深な言葉     |      |
| 第3話  | 4月26日 | トンカツと本音   |      |
| 第4話  | 5月03日 | 気まずい2人      |      |
| 第5話  | 5月10日 | 日曜日のキャンプ |      |
| 第6話  | 5月17日 | 嘘とチーズケーキ |      |
| 第7話  | 5月24日 | 彼のいない日     |      |
| 最終話 | 5月31日 | 彼のいる生活     |      |

### 書籍出典
1. ↑  『彼のいる生活』, p. 215, 「あとがき」.
2. ↑  『彼のいる生活』, p. 161, 第9話.
3. ↑  TVer 彼のいる生活

### ウェブサイト出典
1. ↑  “彼のいる生活”. pixivコミック.   ピクシブ. 2024年3月16日閲覧。
2. 1 2 3  “特設サイト彼のいる生活”.   フィフスアベニュー. 2020年11月26日時点のオリジナルよりアーカイブ。2024年3月13日閲覧。
3. ↑  “佐藤瑠雅×坂井翔のW主演でBLマンガ「彼のいる生活」ドラマ化、幼なじみとの恋模様描く”. 映画ナタリー.   ナターシャ (2024年2月29日). 2024年2月29日時点のオリジナルよりアーカイブ。2024年3月13日閲覧。
4. 1 2  “【フィフスアベニュー限定盤】彼のいる生活”.   フィフスアベニュー. 2020年11月26日時点のオリジナルよりアーカイブ。2024年3月13日閲覧。
5. ↑  “ドラマ「彼のいる生活」公式HP”. 2024年3月13日時点のオリジナルよりアーカイブ。2024年3月13日閲覧。
6. ↑  “【7月20日付】本日発売の単行本リスト”. コミックナタリー.   ナターシャ (2019年7月20日). 2019年7月20日時点のオリジナルよりアーカイブ。2024年3月13日閲覧。
7. ↑  宮田トヲル [@twrmyt] (2020年11月26日). "【彼のいる生活】". 2020年11月26日時点のオリジナルよりアーカイブ。X（旧Twitter）より2024年3月13日閲覧。
8. 1 2  “ドラマ「彼のいる生活」主題歌は浦島坂田船、原作者がメンバーのイラスト描き下ろし”. コミックナタリー.   ナターシャ (2024年3月25日). 2024年3月25日時点のオリジナルよりアーカイブ。2024年3月25日閲覧。
9. 1 2  “浦島坂田船がドラマ「彼のいる生活」主題歌を担当、原作者・宮田トヲル描き下ろしビジュアルも公開”. 音楽ナタリー.   ナターシャ (2024年3月25日). 2024年3月25日時点のオリジナルよりアーカイブ。2024年3月25日閲覧。